# Kalinegoro
Kalinegoro is een bestuurslaag in het regentschap Magelang van de provincie Midden-Java, Indonesië. Kalinegoro telt 11.315 inwoners (volkstelling 2010).